# LeO 451 (航空機)
LeO 451は、フランスのリオレ・エ・オリビエ社（Lioré et Olivier）によって第二次世界大戦直前に開発された爆撃機である。1937年1月16日に原型のLeO 45-01が初飛行したが、この機体をより強力なノーム・ローンエンジンに換装したのがLeO 451で、1号機は1938年10月21日に進空した。全金属製の機体で、胴体を曲線でまとめた双尾翼式。1939年9月から量産開始したが生産が遅れ、ドイツ軍侵攻時にはわずか100機程が使用可能状態だったに過ぎなかった。このため、優れた爆撃機でありながら、実際の戦闘において貢献することはほとんど無いまま終わった。
停戦後も生産は続けられ、様々なバリエーションが作られた。最後の機体が退役したのは1957年であった。

## スペック
- 全長：17.17 m
- 全幅：22.50 m
- 全高：5.23 m
- 翼面積：68.0 m2
- 全備重量：11,385 kg

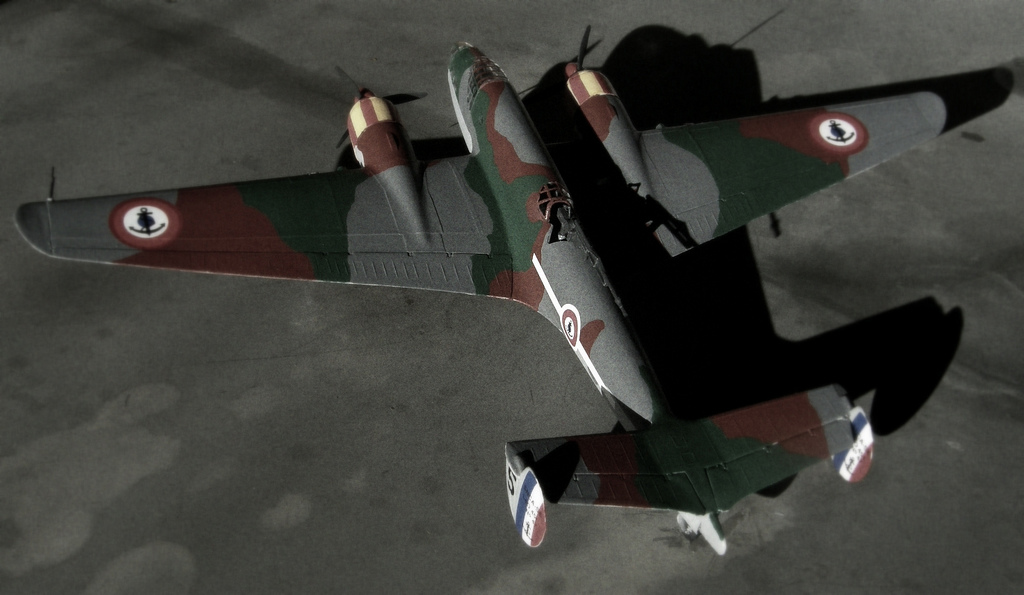
上方から撮影された本機。

- エンジン：ノームローン14N　空冷14気筒 1,140 hp×2
- 最大速度：494 km/h
- 実用上限高度：9,000 m
- 航続距離：2,300 km
- 武装
  - 爆弾2,000kg
  - 20mm機関砲×1
  - 7.5mm機関銃×2
- 乗員 4名

## 関連リンク
- Lioré et Olivier LeO-451LeO 451のスペックがあるページ。
- Topic: LeO 451 France's Missing Indigenous BomberLeO 451のデータがあるページ。